# ملانوز چرک‌دانه‌ای گذرای نوزادی
ملانوز چرک‌دانه‌ای گذرای نوزادی یا ملانوز پوسچولار گذاری نوزادی (انگلیسی: Transient neonatal pustular melanosis) یک ضایعهٔ جلدی است که در بدو تولد دیده می‌شود و در آن، بدن نوزاد با چرک‌دانه‌های ۱ تا ۳ میلی‌متری شکنندهٔ سطحی و صاف پوشیده شده‌است. برخی از این ضایعات در درون رحم مادر شروع به بهبود کرده‌اند و جایشان یک لکه پوستی‌های رنگ‌دار به‌جای مانده‌است.: 856–7 